# Ante Mitrović
Ante Mitrović (Zadar, 1. travnja 1988.), hrvatski je nogometaš koji trenutačno igra za NK Zadar. 